# Bethmale (Ariège)
Pour les articles homonymes, voir Bethmale.
Bethmale (en occitan : Vathmala) est une commune française située dans le département de l'Ariège, en région Occitanie.
Localisée dans l'ouest du département, la commune fait partie, sur le plan historique et culturel, du Couserans, pays aux racines gasconnes structuré par le cours du Salat (affluent de la Garonne). Exposée à un climat de montagne, elle est drainée par le Balamet, le ruisseau de l'Etruc et par divers autres petits cours d'eau. Incluse dans le parc naturel régional des Pyrénées ariégeoises, la commune possède un patrimoine naturel remarquable : deux sites Natura 2000 (le « massif du mont Valier » et la « vallée du Riberot et massif du Mont-Valier ») et trois zones naturelles d'intérêt écologique, faunistique et floristique.
Bethmale est une commune rurale qui compte 100 habitants en 2022, après avoir connu un pic de population de 1 835 habitants en 1886. Elle fait partie de l'aire d'attraction de Saint-Girons. Ses habitants sont appelés les Bethmalais ou Bethmalaises.
Le patrimoine architectural de la commune comprend un immeuble protégé au titre des monuments historiques : l'église Saint-Michel d'Ayet, inscrite en 1950.

## Géographie

### Localisation
- 1Carte dynamique
- 2Carte OpenStreetMap
- 3Carte topographique
- 4Carte avec les communes environnantes

La commune de Bethmale se trouve dans le département de l'Ariège, en région Occitanie.
Commune des Pyrénées située dans le Castillonnais en Couserans au sud-ouest de Saint-Girons, elle fait partie du parc naturel régional des Pyrénées ariégeoises.
Bethmale est plus exactement le nom de la vallée, qui comporte six villages dont aucun ne porte ce nom.
La commune de Bethmale a la particularité de n'avoir pas de chef-lieu ; elle est composée de deux villages, Ayet et Samortein.
Autrefois, elle comprenait également les villages d'Aret, Arrien, Tournac et Villargein, qui se sont regroupés pour devenir la commune d'Arrien-en-Bethmale le 18 février 1931.
Elle se situe à 46 km à vol d'oiseau de Foix, préfecture du département, et à 13 km de Saint-Girons, sous-préfecture.
Les communes les plus proches sont :
Arrien-en-Bethmale (1,5 km), Les Bordes-sur-Lez (2,4 km), Castillon-en-Couserans (4,1 km), Uchentein (4,6 km), Salsein (4,7 km), Cescau (4,9 km), Audressein (5,2 km), Sor (5,2 km).
Sur le plan historique et culturel, Bethmale fait partie du Couserans, pays aux racines gasconnes structuré par le cours du Salat (affluent de la Garonne), que rien ne prédisposait à rejoindre les anciennes dépendances du comté de Foix.

### Communes limitrophes
| Bethmale est limitrophe de six autres communes. Les communes limitrophes sont Alos, Arrien-en-Bethmale, Bordes-Uchentein, Moulis, Seix et Sentenac-d'Oust. Les limites communales de Bethmale et celles de ses communes adjacentes. | \| Arrien-en-Bethmale \| Moulis \| Alos \| \| Bordes-Uchentein \| Bethmale \| Sentenac-d'Oust \| \| \| \| Seix \| |                 |
| Arrien-en-Bethmale | Moulis | Alos            |
| Bordes-Uchentein | Bethmale | Sentenac-d'Oust |
| | | Seix            |

### Géologie et relief
La commune est située dans les Pyrénées, une chaîne montagneuse jeune, érigée durant l'ère tertiaire (il y a 40 millions d'années environ), en même temps que les Alpes. Elle est traversée par la Faille nord-pyrénéenne, qui sépare la Zone axiale pyrénéenne (ZA) ou haute chaîne primaire de la Zone nord-pyrénéenne (ZNP), au nord. Les terrains affleurants sur le territoire communal sont constitués de roches sédimentaires, métamorphiques ou plutoniques datant pour certaines du Paléozoïque, une ère géologique qui s'étend de −541 à −252,2 Ma (millions d'années), et pour d'autres du Protérozoïque, le dernier éon du Précambrien sur l’échelle des temps géologiques. La structure détaillée des couches affleurantes est décrite dans les feuilles « no 1073 - Aspect » et « no 1074 - Saint-Girons » de la carte géologique harmonisée au 1/50 000ème du département de l'Ariège, et leurs notices associées.
La superficie cadastrale de la commune publiée par l’Insee, qui sert de références dans toutes les statistiques, est de 31,61 km2,. La superficie géographique, issue de la BD Topo, composante du Référentiel à grande échelle produit par l'IGN, est quant à elle de 31,89 km2.Son relief est particulièrement découpé puisque la dénivelée maximale atteint 2 200 mètres. L'altitude du territoire varie entre 638 m et 2 838 m.

### Hydrographie
La commune est dans le bassin versant de la Garonne, au sein du bassin hydrographique Adour-Garonne. Elle est drainée par le Balamet, le ruisseau de l'Etruc, le Rieu Long, le ravin du Mont Noir, le ruisseau de Buscardech, le ruisseau de Labor, le ruisseau de Lacna, le ruisseau de la Coumette, le ruisseau de Peyrequé, le ruisseau de Ribes, le ruisseau d'Escalère, le ruisseau de trespuech et par divers petits cours d'eau, constituant un réseau hydrographique de 40 km de longueur totale,.

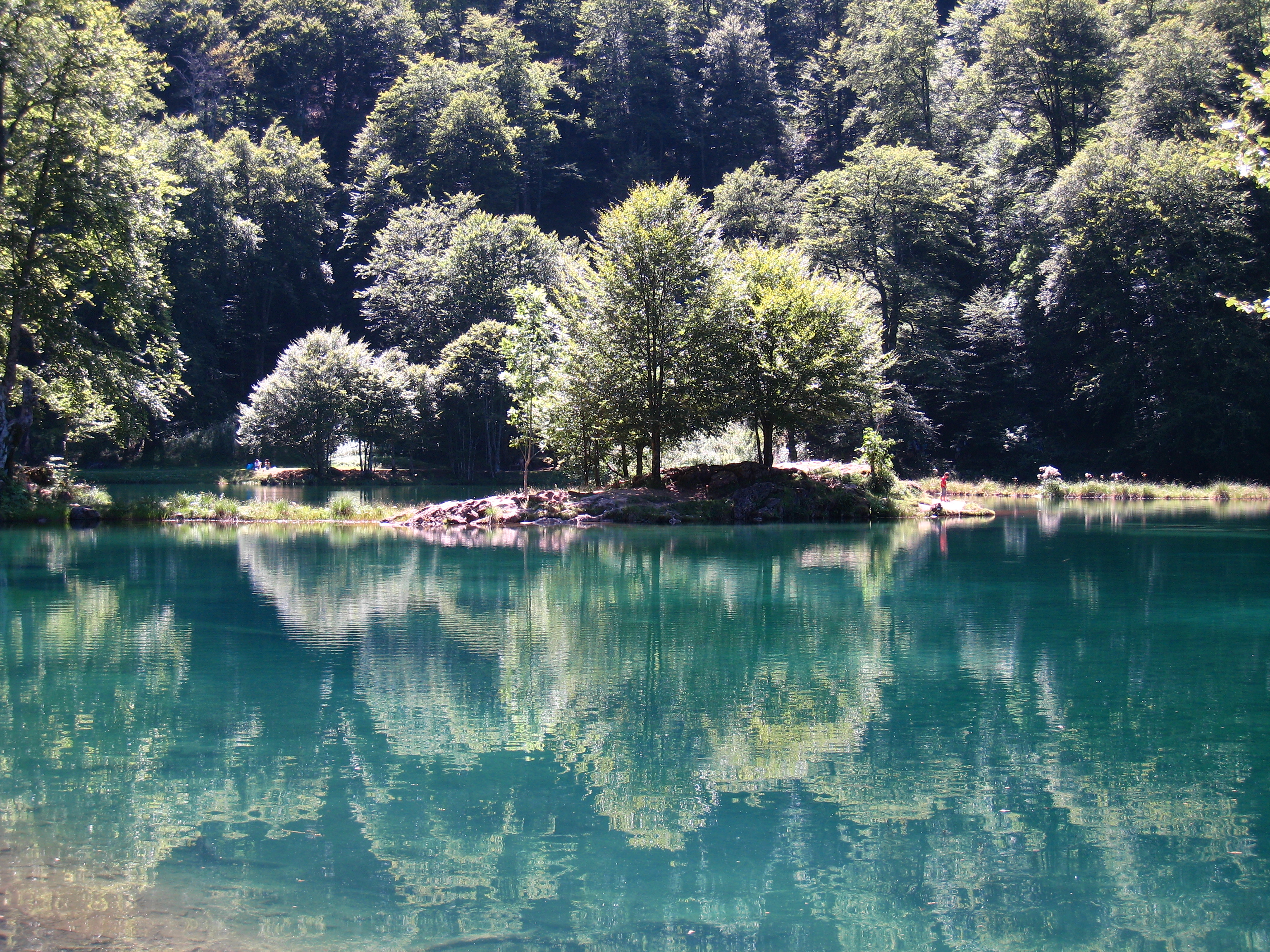
Lac de Bethmale.
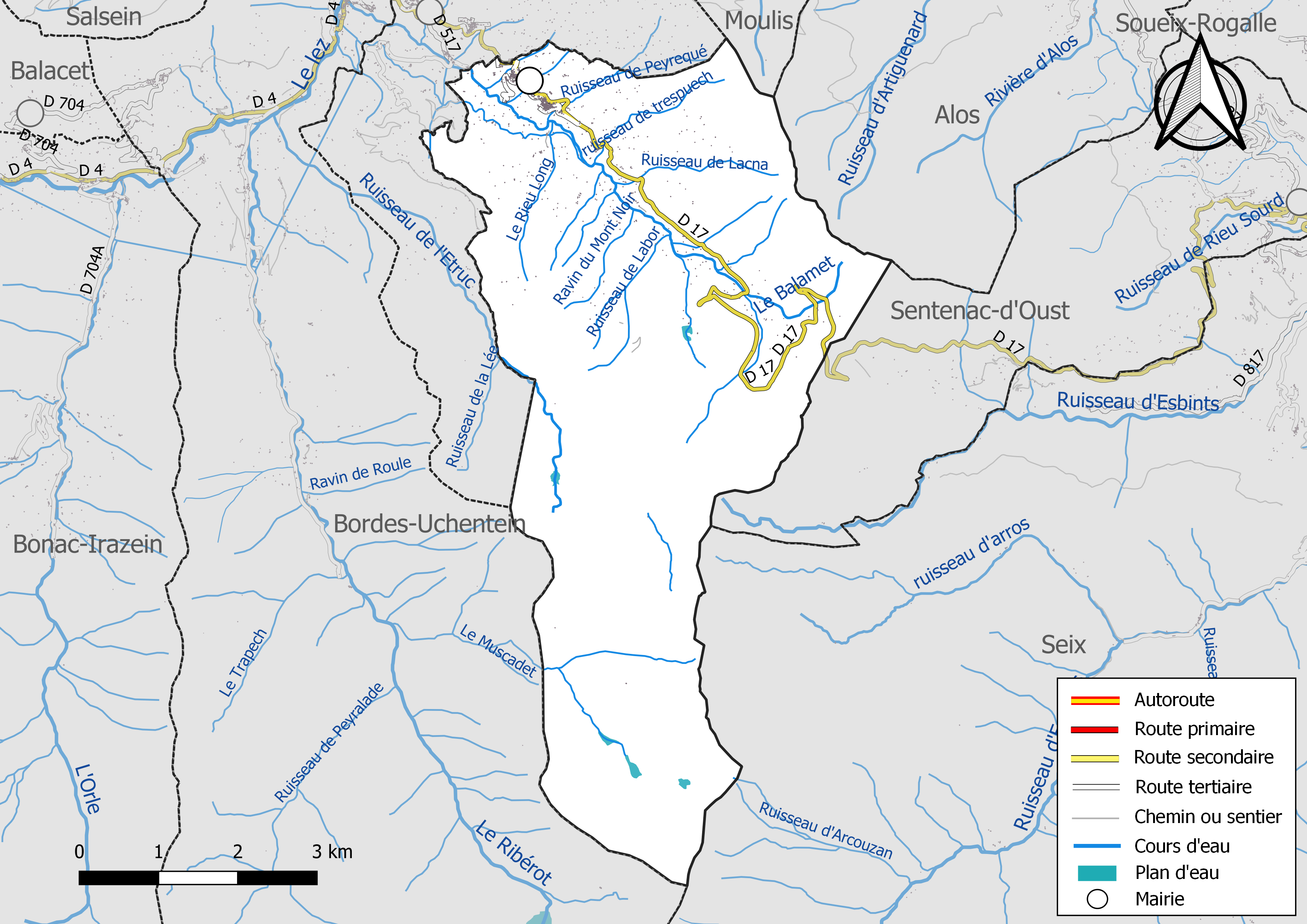
Réseaux hydrographique et routier de Bethmale

### Climat
Pour des articles plus généraux, voir Climat de l'Occitanie et Climat de l'Ariège.
En 2010, le climat de la commune est de type climat des marges montargnardes, selon une étude s'appuyant sur une série de données couvrant la période 1971-2000. En 2020, Météo-France publie une typologie des climats de la France métropolitaine dans laquelle la commune est exposée à un climat de montagne et est dans la région climatique Pyrénées centrales, caractérisée par une pluviométrie annuelle de 1 000 à 1 200 mm.
Pour la période 1971-2000, la température annuelle moyenne est de 11 °C, avec une amplitude thermique annuelle de 15,3 °C. Le cumul annuel moyen de précipitations est de 1 214 mm, avec 10,3 jours de précipitations en janvier et 7,8 jours en juillet. Pour la période 1991-2020, la température moyenne annuelle observée sur la station météorologique la plus proche, située sur la commune d'Augirein à 12 km à vol d'oiseau, est de 11,7 °C et le cumul annuel moyen de précipitations est de 1 257,9 mm,. Pour l'avenir, les paramètres climatiques de la commune estimés pour 2050 selon différents scénarios d'émission de gaz à effet de serre sont consultables sur un site dédié publié par Météo-France en novembre 2022.

### Milieux naturels et biodiversité

#### Espaces protégés
La protection réglementaire est le mode d’intervention le plus fort pour préserver des espaces naturels remarquables et leur biodiversité associée,.
La commune fait partie du parc naturel régional des Pyrénées ariégeoises, créé en 2009 et d'une superficie de 245 973 ha, qui s'étend sur 138 communes du département. Ce territoire unit les plus hauts sommets aux frontières de l’Andorre et de l’Espagne (la Pique d’Estats, le mont Valier, etc) et les plus hautes vallées des avants-monts, jusqu’aux plissements du Plantaurel.

#### Réseau Natura 2000

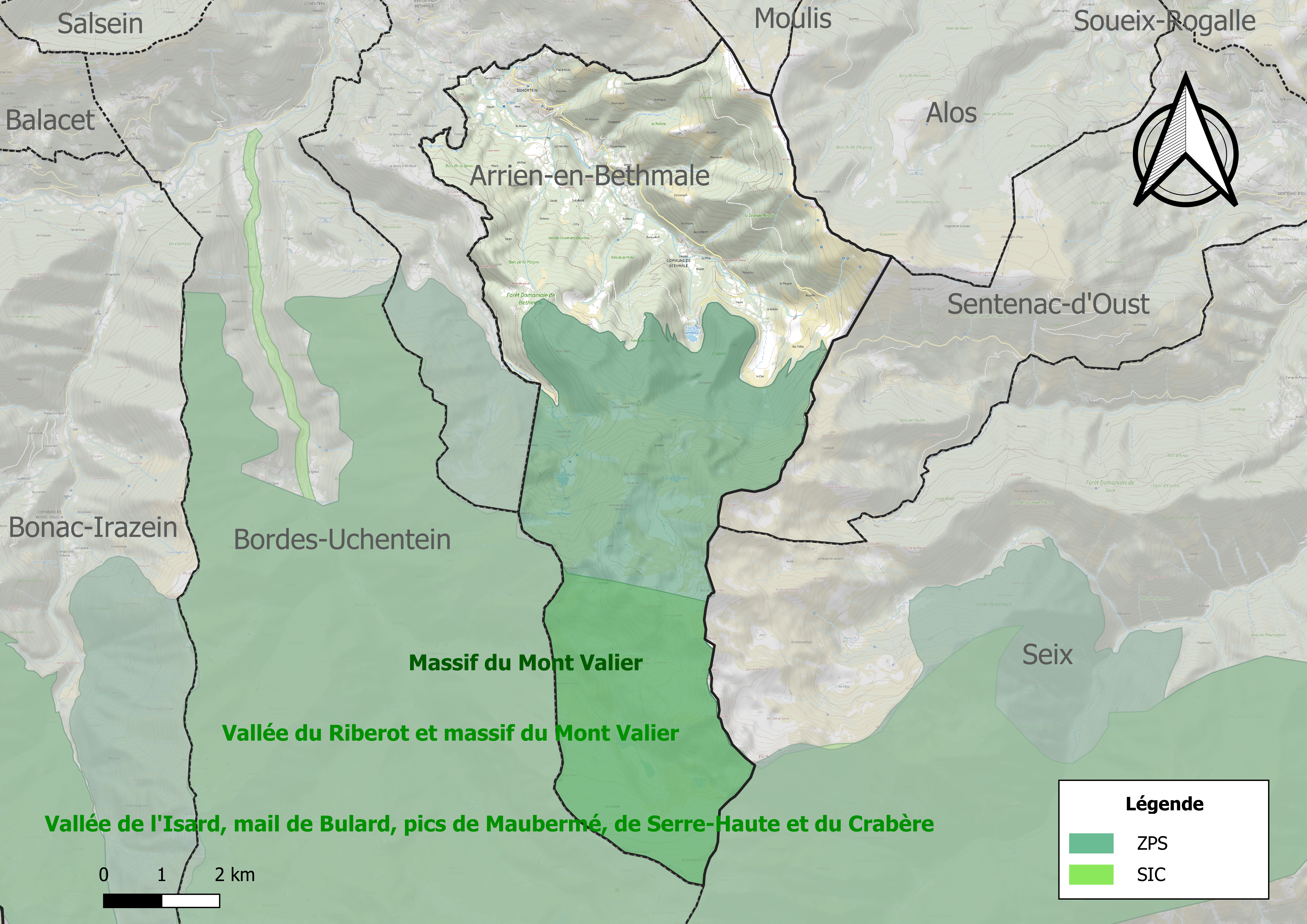
Site Natura 2000 sur le territoire communal.

Le réseau Natura 2000 est un réseau écologique européen de sites naturels d'intérêt écologique élaboré à partir des directives habitats et oiseaux, constitué de zones spéciales de conservation (ZSC) et de zones de protection spéciale (ZPS).
Un site Natura 2000 a été défini sur la commune au titre de la directive habitats :
- la « vallée du Riberot et massif du Mont-Valier », d'une superficie de 7 745 ha, un territoire présentant un fort endémisme végétal et animal et où la faune et la flore des Pyrénées sont très représentatives en quantités importantes[27]

et un au titre de la directive oiseaux :
- le « massif du mont Valier », d'une superficie de 15 616 ha, hébergeant une avifaune de montagne diversifiée, avec, parmi les passereaux le Merle à plastron, le Tichodrome échelette et le Monticole de roche. Neuf espèces de l'annexe I sont données nicheuses dans la ZPS, parmi lesquelles : Gypaète barbu, Aigle royal, Faucon pèlerin, Grand Tétras, Lagopède alpin, Perdrix grise sous-espèce hispaniensis[28].

#### Zones naturelles d'intérêt écologique, faunistique et floristique
L’inventaire des zones naturelles d'intérêt écologique, faunistique et floristique (ZNIEFF) a pour objectif de réaliser une couverture des zones les plus intéressantes sur le plan écologique, essentiellement dans la perspective d’améliorer la connaissance du patrimoine naturel national et de fournir aux différents décideurs un outil d’aide à la prise en compte de l’environnement dans l’aménagement du territoire.
Une ZNIEFF de type 1 est recensée sur la commune :
le « massif du Bouireix et montagnes de Sourroque » (13 572 ha), couvrant 14 communes du département et deux ZNIEFF de type 2, :
- le « massif du mont Valier » (0 ha), couvrant 9 communes du département[31] ;
- les « massifs du mont Valier, du Bouirex et montagnes de Sourroque » (32 357 ha), couvrant 18 communes du département[32].

Carte des ZNIEFF de type 1 et 2 à Bethmale.
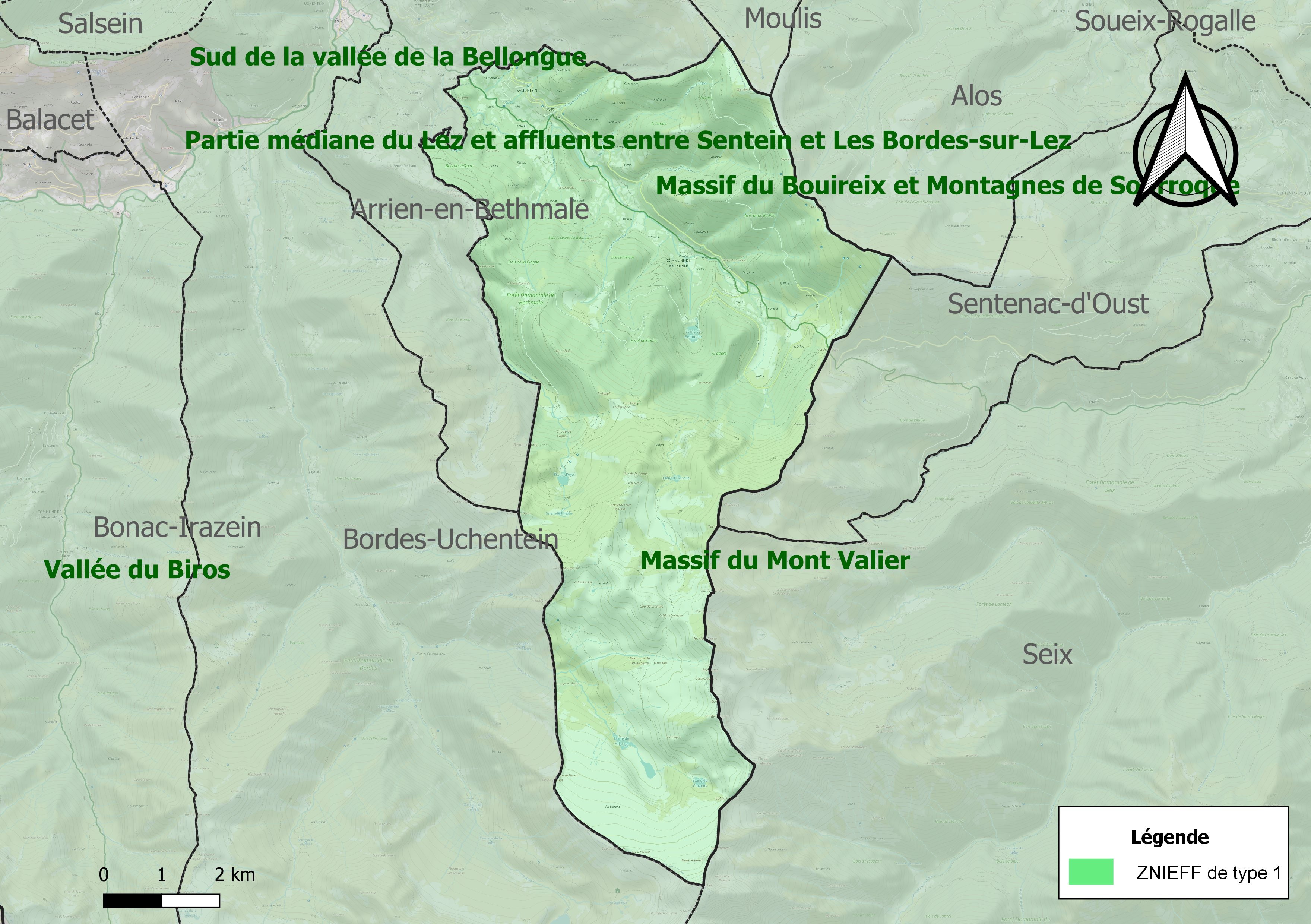
Carte de la ZNIEFF de type 1 sur la commune.
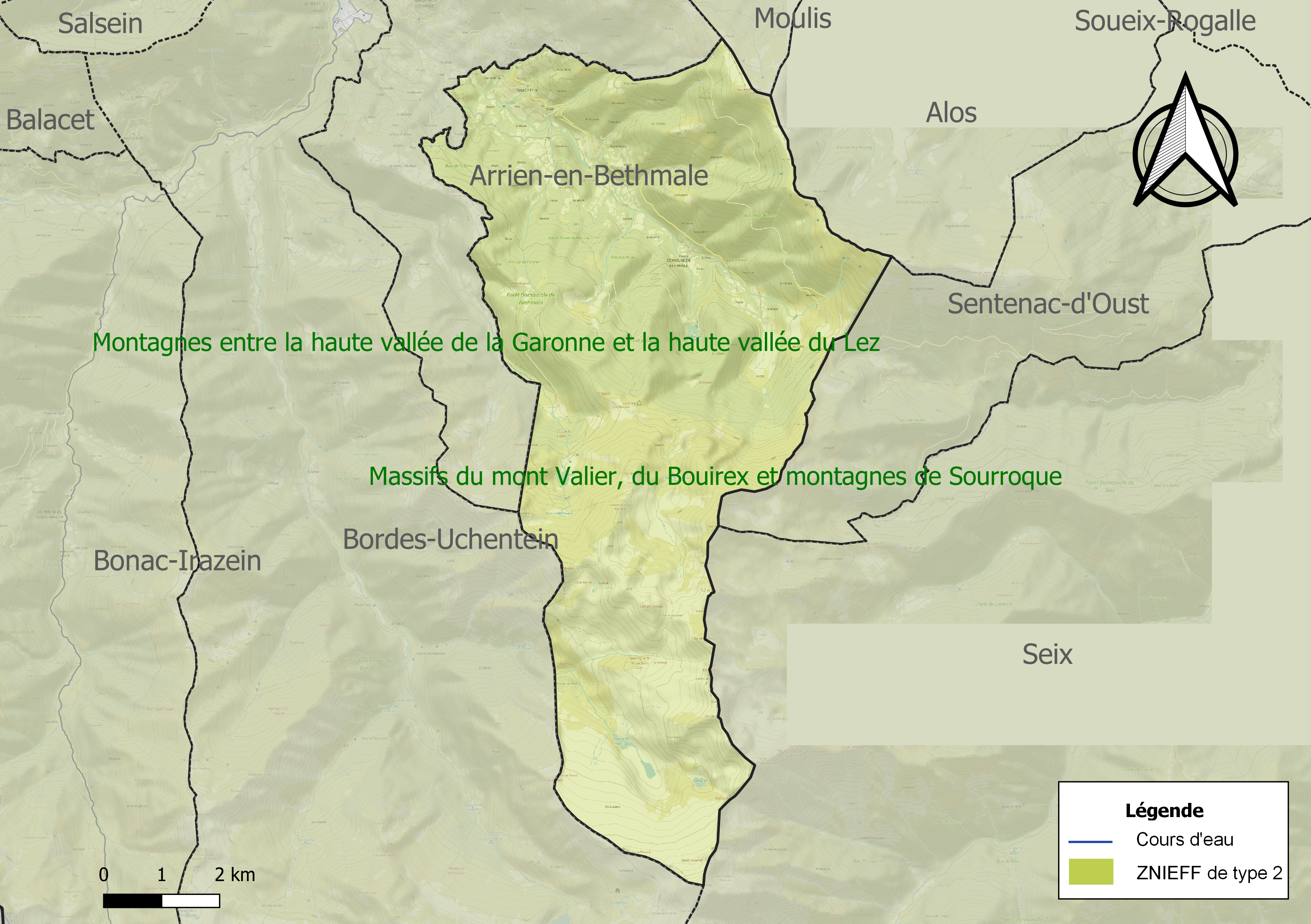
Carte des ZNIEFF de type 2 sur la commune.

## Urbanisme

### Typologie
Au 1er janvier 2024, Bethmale est catégorisée commune rurale à habitat dispersé, selon la nouvelle grille communale de densité à 7 niveaux définie par l'Insee en 2022.
Elle est située hors unité urbaine. Par ailleurs la commune fait partie de l'aire d'attraction de Saint-Girons, dont elle est une commune de la couronne,. Cette aire, qui regroupe 70 communes, est catégorisée dans les aires de moins de 50 000 habitants,.

### Occupation des sols

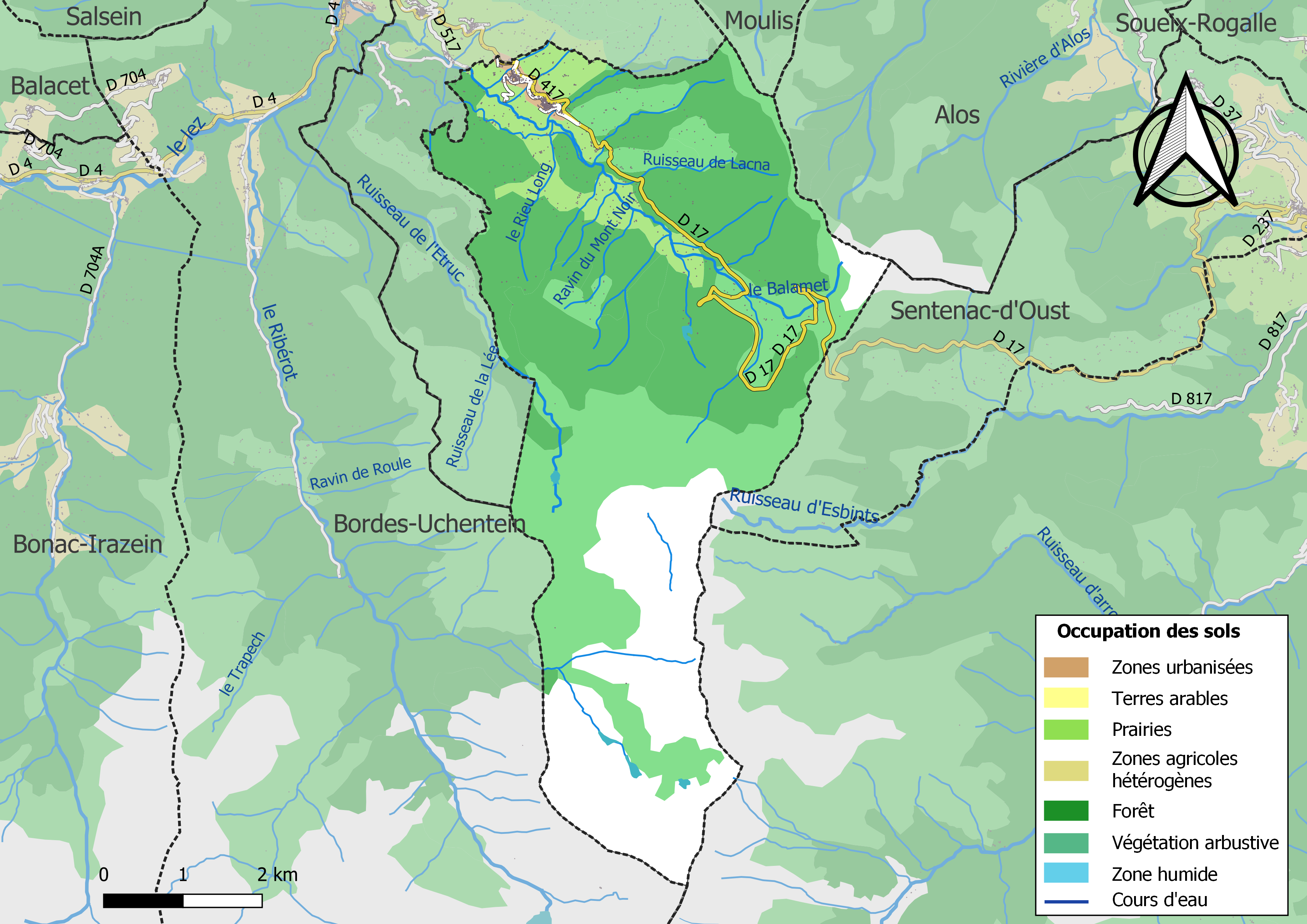
Carte des infrastructures et de l'occupation des sols de la commune en 2018 (CLC).

L'occupation des sols de la commune, telle qu'elle ressort de la base de données européenne d’occupation biophysique des sols Corine Land Cover (CLC), est marquée par l'importance des forêts et milieux semi-naturels (92,2 % en 2018), une proportion identique à celle de 1990 (92,2 %). La répartition détaillée en 2018 est la suivante :
forêts (40,3 %), milieux à végétation arbustive et/ou herbacée (29,6 %), espaces ouverts, sans ou avec peu de végétation (22,3 %), prairies (7,1 %), zones urbanisées (0,8 %). L'évolution de l’occupation des sols de la commune et de ses infrastructures peut être observée sur les différentes représentations cartographiques du territoire : la carte de Cassini (XVIIIe siècle), la carte d'état-major (1820-1866) et les cartes ou photos aériennes de l'IGN pour la période actuelle (1950 à aujourd'hui).

### Habitat et logement
En 2018, le nombre total de logements dans la commune était de 212, alors qu'il était de 191 en 2013 et de 189 en 2008.
Parmi ces logements, 25 % étaient des résidences principales, 65,1 % des résidences secondaires et 9,9 % des logements vacants. Ces logements étaient pour 98,1 % d'entre eux des maisons individuelles et pour 1,9 % des appartements.
Le tableau ci-dessous présente la typologie des logements à Bethmale en 2018 en comparaison avec celle de l'Ariège et de la France entière. Une caractéristique marquante du parc de logements est ainsi une proportion de résidences secondaires et logements occasionnels (65,1 %) supérieure à celle du département (24,6 %) et à celle de la France entière (9,7 %). Concernant le statut d'occupation de ces logements, 77,4 % des habitants de la commune sont propriétaires de leur logement (79,2 % en 2013), contre 66,3 % pour l'Ariège et 57,5 % pour la France entière.
| Typologie                                               | Bethmale | Ariège | France entière |
| ------------------------------------------------------- | -------- | ------ | -------------- |
| Résidences principales (en %)                           | 25       | 65,7   | 82,1           |
| Résidences secondaires et logements occasionnels (en %) | 65,1     | 24,6   | 9,7            |
| Logements vacants (en %)                                | 9,9      | 9,7    | 8,2            |

### Voies de communication et transports
Par le col de la Core (1 395 mètres), on accède à la vallée du Haut-Salat par la commune de Sentenac-d'Oust. Cette route touristique est régulièrement au programme du Tour de France cycliste. Le col offre un spot apprécié pour le parapente et un point de départ de randonnées.

### Risques majeurs
Le territoire de la commune de Bethmale est vulnérable à différents aléas naturels : inondations, climatiques (grand froid ou canicule), feux de forêts, mouvements de terrains, avalanche  et séisme (sismicité moyenne). Il est également exposé à un risque particulier, le risque radon,.

#### Risques naturels

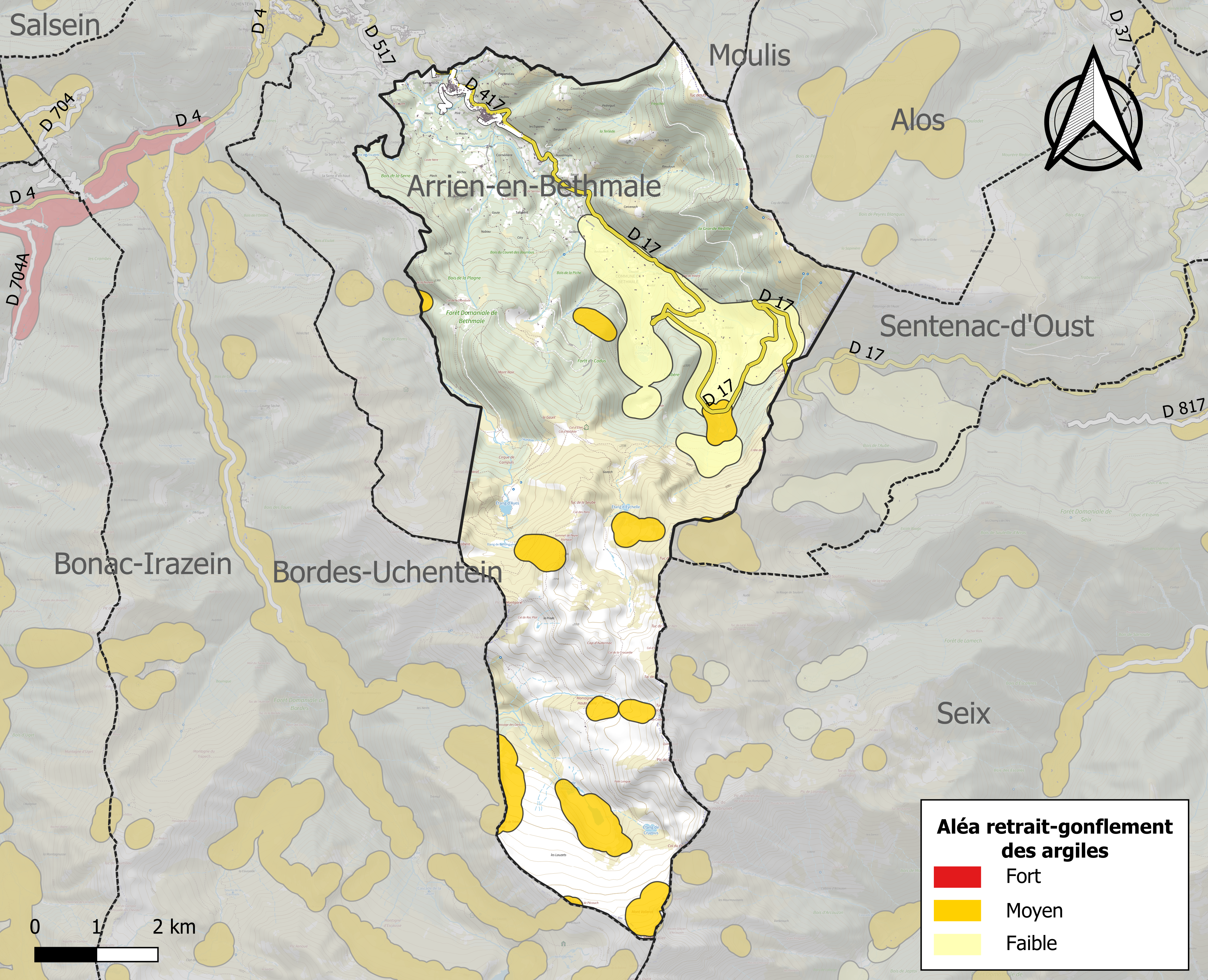
Zonage de l'aléa retrait-gonflement des argiles sur la commune de Bethmale.

Certaines parties du territoire communal sont susceptibles d’être affectées par le risque d’inondation par crue torrentielle d'un cours d'eau, ou ruissellement d'un versant.
Les mouvements de terrains susceptibles de se produire sur la commune sont soit des chutes de blocs, soit des glissements de terrains, soit des effondrements liés à des cavités souterraines, soit des mouvements liés au retrait-gonflement des argiles. Près de 50 % de la superficie du département est concernée par l'aléa retrait-gonflement des argiles, dont la commune de Bethmale. L'inventaire national des cavités souterraines permet par ailleurs de localiser celles situées sur la commune.

#### Risque particulier
Dans plusieurs parties du territoire national, le radon, accumulé dans certains logements ou autres locaux, peut constituer une source significative d’exposition de la population aux rayonnements ionisants. Toutes les communes du département sont concernées par le risque radon à un niveau plus ou moins élevé. Selon la classification de 2018, la commune de Bethmale est classée en zone 3, à savoir zone à potentiel radon significatif.

## Toponymie
L'étymologie du nom Bethmale provient sans doute du gascon « Beth » (beau) et « Malh » (montagne, flanc de montagne).

## Histoire
Bethmale abrite un monument mégalithique appelé le « Peyro-Quillado », prouvant l'origine ancienne du village. Plus tardivement, son histoire la lie à la châtellenie de Castillon-en-Couserans, sous la domination de la famille Du Pac et de la famille Dolan, jusqu'à la Révolution.

## Politique et administration

### Découpage territorial
La commune de Bethmale est membre de la communauté de communes Couserans-Pyrénées, un établissement public de coopération intercommunale (EPCI) à fiscalité propre créé le 18 novembre 2016 dont le siège est à Saint-Lizier. Ce dernier est par ailleurs membre d'autres groupements intercommunaux.
Sur le plan administratif, elle est rattachée à l'arrondissement de Saint-Girons, au département de l'Ariège, en tant que circonscription administrative de l'État, et à la région Occitanie.
Sur le plan électoral, elle dépend du canton du Couserans Ouest pour l'élection des conseillers départementaux, depuis le redécoupage cantonal de 2014 entré en vigueur en 2015, et de la première circonscription de l'Ariège  pour les élections législatives, depuis le redécoupage électoral de 1986.

### Administration municipale
Le nombre d'habitants au recensement de 2017 étant compris entre 0 et 99, le nombre de membres du conseil municipal pour l'élection de 2020 est de sept,.

### Liste des maires
| Période                                  | Période  | Identité      | Étiquette | Qualité           |
| ---------------------------------------- | -------- | ------------- | --------- | ----------------- |
| mars 1983                                | 2008     | André Zonch   | PS        |                   |
| mars 2008                                | En cours | Sylvie Domenc |           | Chef d'entreprise |
| Les données manquantes sont à compléter. |          |               |           |                   |

## Population et société

### Démographie
L'évolution du nombre d'habitants est connue à travers les recensements de la population effectués dans la commune depuis 1793. Pour les communes de moins de 10 000 habitants, une enquête de recensement portant sur toute la population est réalisée tous les cinq ans, les populations de référence des années intermédiaires étant quant à elles estimées par interpolation ou extrapolation. Pour la commune, le premier recensement exhaustif entrant dans le cadre du nouveau dispositif a été réalisé en 2008.

En 2022, la commune comptait 100 habitants, en évolution de +4,17 % par rapport à 2016 (Ariège : +1,48 %, France hors Mayotte : +2,11 %).
| 1793  | 1800  | 1806  | 1821  | 1831  | 1836  | 1841  | 1846  | 1851  |
| ----- | ----- | ----- | ----- | ----- | ----- | ----- | ----- | ----- |
| 1 346 | 1 360 | 1 485 | 1 574 | 1 694 | 1 710 | 1 716 | 1 783 | 1 735 |

| 1856  | 1861  | 1866  | 1872  | 1876  | 1881  | 1886  | 1891  | 1896  |
| ----- | ----- | ----- | ----- | ----- | ----- | ----- | ----- | ----- |
| 1 697 | 1 715 | 1 797 | 1 765 | 1 733 | 1 768 | 1 835 | 1 807 | 1 686 |

| 1901  | 1906  | 1911  | 1921  | 1926  | 1931 | 1936 | 1946 | 1954 |
| ----- | ----- | ----- | ----- | ----- | ---- | ---- | ---- | ---- |
| 1 630 | 1 598 | 1 572 | 1 274 | 1 054 | 513  | 406  | 326  | 262  |

| 1962 | 1968 | 1975 | 1982 | 1990 | 1999 | 2006 | 2008 | 2013 |
| ---- | ---- | ---- | ---- | ---- | ---- | ---- | ---- | ---- |
| 221  | 187  | 149  | 96   | 96   | 83   | 93   | 96   | 98   |

| 2018 | 2022 | - | - | - | - | - | - | - |
| ---- | ---- | - | - | - | - | - | - | - |
| 94   | 100  | - | - | - | - | - | - | - |

| selon la population municipale des années : | 1968 | 1975 | 1982 | 1990 | 1999 | 2006 | 2009 | 2013 |
| Rang de la commune dans le département      | 140  | 188  | 187  | 222  | 243  | 229  | 226  | 230  |
| Nombre de communes du département           | 340  | 328  | 330  | 332  | 332  | 332  | 332  | 332  |

### Culture et festivités

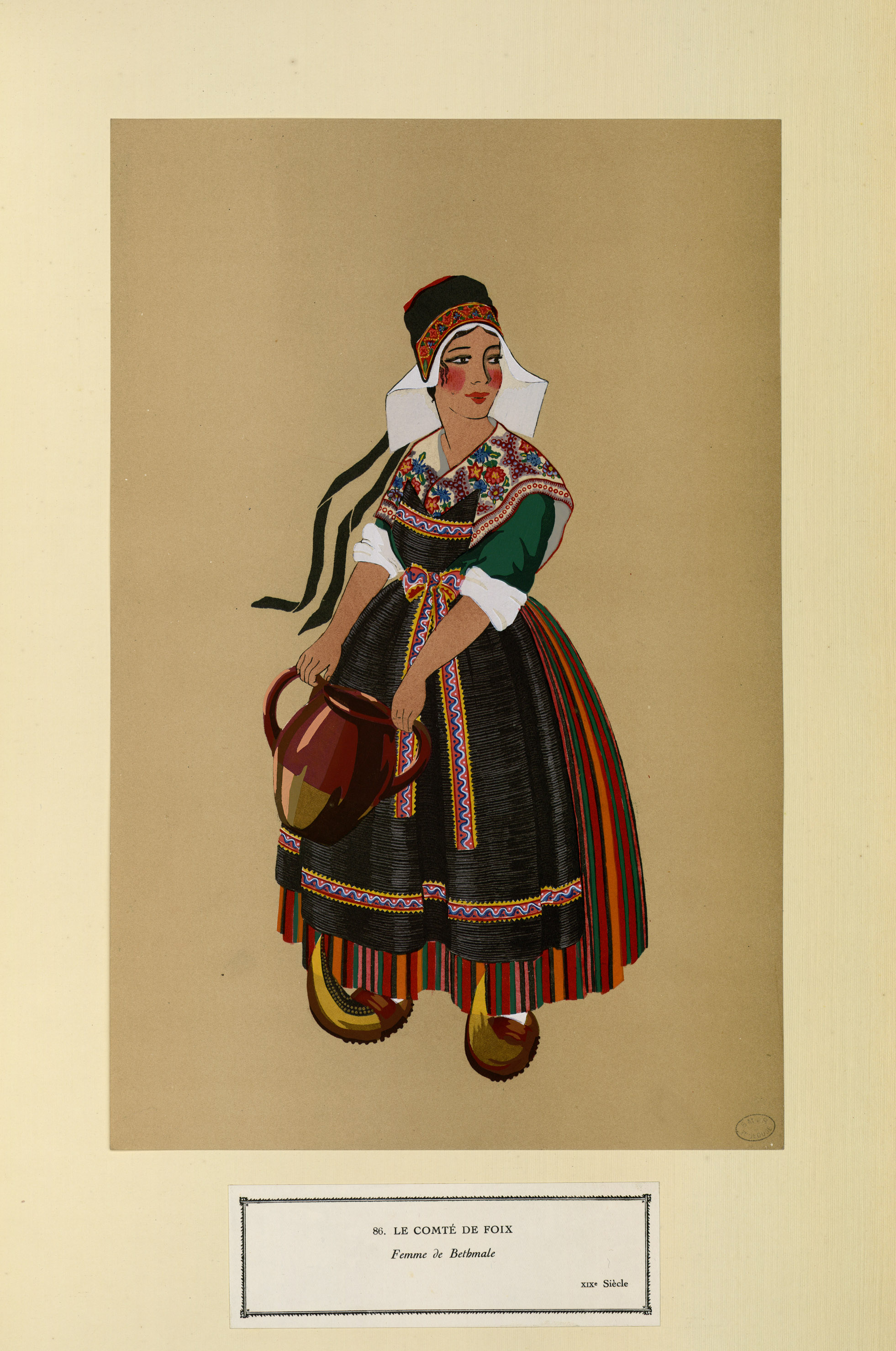
Femme de Bethmale (XIX).

#### Gastronomie
La vallée a donné son nom au fromage de vache au lait cru où il était fabriqué à l'origine : le bethmale.

### Sports
Randonnée, parapente (notamment depuis le col de la Core), pêche (y compris pour les néophytes au lac de Bethmale)..

### Écologie et recyclage
La déchetterie la plus proche est située sur la commune d'Audressein.

## Économie

### Emploi
| Division       | 2008  | 2013   | 2018   |
| -------------- | ----- | ------ | ------ |
| Commune        | 2 %   | 10,2 % | 14 %   |
| Département    | 8,9 % | 11,1 % | 11,2 % |
| France entière | 8,3 % | 10 %   | 10 %   |

En 2018, la population âgée de 15 à 64 ans s'élève à 50 personnes, parmi lesquelles on compte 76 % d'actifs (62 % ayant un emploi et 14 % de chômeurs) et 24 % d'inactifs,. En 2018, le taux de chômage communal (au sens du recensement) des 15-64 ans est supérieur à celui du département et de la France, alors qu'en 2008 la situation était inverse.
La commune fait partie de la couronne de l'aire d'attraction de Saint-Girons, du fait qu'au moins 15 % des actifs travaillent dans le pôle,. Elle compte 31 emplois en 2018, contre 36 en 2013 et 32 en 2008. Le nombre d'actifs ayant un emploi résidant dans la commune est de 31, soit un indicateur de concentration d'emploi de 99,5 % et un taux d'activité parmi les 15 ans ou plus de 44,2 %.
Sur ces 31 actifs de 15 ans ou plus ayant un emploi, 10 travaillent dans la commune, soit 32 % des habitants. Pour se rendre au travail, 87,1 % des habitants utilisent un véhicule personnel ou de fonction à quatre roues, 3,2 % s'y rendent en deux-roues, à vélo ou à pied et 9,7 % n'ont pas besoin de transport (travail au domicile).

### Activités hors agriculture
7 établissements sont implantés à Bethmale au 31 décembre 2019.
Le secteur de l'industrie manufacturière, des industries extractives et autres est prépondérant sur la commune puisqu'il représente 42,9 % du nombre total d'établissements de la commune (3 sur les 7 entreprises implantées à Bethmale), contre 12,9 % au niveau départemental.
La commune compte la fromagerie de la Core, qui fait partie du groupe Les Fromageries Occitanes. Installée à Samortein, ses approvisionnements en lait sont effectués par camion depuis des zones de plaine. Une production forestière existe ainsi qu'une petite économie touristique avec des gîtes, gite de groupe et depuis mai 2018 une crêperie à Ayet aménagée dans un local communal rénové.

### Agriculture
|                                   | 1988 | 2000 | 2010 |
| --------------------------------- | ---- | ---- | ---- |
| Exploitations                     | 10   | 7    | 4    |
| Superficie agricole utilisée (ha) | 197  | 201  | 84   |

La commune fait partie de la petite région agricole dénommée « Région pyrénéenne ». En 2010, l'orientation technico-économique de l'agriculture  sur la commune est la polyculture et le polyélevage. Quatre exploitations agricoles ayant leur siège dans la commune sont dénombrées lors du recensement agricole de 2010 (dix en 1988). La superficie agricole utilisée est de 84 ha.

## Culture locale et patrimoine

### Lieux et monuments
- Les étangs et lac : Étang d'Ayès, Lac de Bethmale, Étang d'Eychelle et les trois lacs d'altitude d'origine glaciaire (étang de Milouga, étang d'Arauech puis étang de Cruzous en direction du col du Cruzous par la vallée du Muscadet.
- Église Saint-Michel d'Ayet à clocher mur. inscrite à l'inventaire des monuments historiques en 1950.

### Personnalités liées à la commune
- André Regagnon (1902-1976), peintre.
- Joseph Frêche, né en 1910 à Bethmale, est le père de Georges Frêche (1938-2010), homme politique aux nombreux mandats dont ceux de maire de Montpellier et de président de Languedoc-Roussillon.

### Dans l’œuvre d'Émile Zola
Bethmale est la commune dans laquelle se déroule l'action de l'opéra Messidor, écrit par Émile Zola et composé par Alfred Bruneau. La première représentation a lieu le 19 février 1897 à Paris. En raison de ses nombreux ruisseaux et rivières, la localité est, au sein de l'intrigue, un lieu où l'eau faisait autrefois la richesse agricole de ses habitants. De plus, la rivière est riche en or, qu'elle puise dans un gisement de la montagne. Or, le personnage Gaspard s'est accaparé l'eau et l'or par la construction d'une usine qui exploite la rivière au point de l'assécher, provoquant la misère des habitants. Plus loin, les habitants se révoltent et la montagne s'effondre, causant la destruction de l'usine et la ruine de Gaspard. Sa fille marie Guillaume, un humble paysan dont les récoltes poussent enfin, l'eau revenue.

## Pour approfondir